# John and the Hole
John and the Hole è un film del 2021 diretto da Pascual Sisto.
Pellicola di produzione statunitense, di genere thriller e drammatico, sceneggiata da Nicolás Giacobone sulla base del suo romanzo El pozo.

## Trama
John è un tredicenne che si sente incompreso sia da parte della sua famiglia che della società circostante. Un giorno, mentre gioca con un drone regalatogli da suo padre, il ragazzino scopre l'esistenza di un enorme buco in un terreno vicino alla sua abitazione: si tratta di un bunker mai completato. Deciso a scoprire cosa si prova davvero ad essere un adulto, una notte John droga i suoi genitori e sua sorella maggiore e li cala nel buco, provvedendo da quel momento a fornire loro i viveri ma senza dar loro alcuna spiegazione su questo suo gesto. 
Il ragazzino comunica quindi al giardiniere che non dovrà più venire e fornisce scuse a un'amica di famiglia circa l'assenza dei suoi genitori, per poi continuare a vivere come se nulla fosse e fare tante cose fino ad allora appannaggio degli adulti: guida la macchina di suo padre, preleva dal bancomat, cucina il risotto, invita un amico a casa senza chiedere il permesso a nessuno. Dopo pochi giorni, quando si rende tuttavia conto di percepire la mancanza di affetto umano, John cala una scala e permette alla sua famiglia di ottenere la salvezza: il buco viene dunque riempito di terra e la vita dei quattro riparte. Tale storia viene raccontata a una bambina da parte di sua madre, la quale ha intenzione di abbandonarla a soli 12 anni.

## Produzione
Il film costituisce l'opera prima del regista Pascual Sisto ed è tratto dal libro El pozo di Nicolás Giacobone. Le riprese si sono tenute in varie località del Massachusetts a partire dall'ottobre 2019, durando per un periodo di 23 giorni.

## Distribuzione
Il film avrebbe dovuto essere presentato al Festival di Cannes 2020, tuttavia l'evento non si è mai tenuto se non online per via della pandemia di COVID-19; il film è stato quindi posticipato all'anno successivo, venendo distribuito nei cinema a partire dall'agosto 2021. Prima di approdare nei cinema, il film è stato presentato al Sundance Film Festival 2021.

## Accoglienza

### Incassi
Il film ha incassato 26.069$ al botteghino.

### Critica
Sull'aggregatore Rotten Tomatoes il film riceve il 59% delle recensioni professionali positive con un voto medio di 6,1 su 10 basato su 124 critiche, mentre su Metacritic ottiene un punteggio di 61 su 100 basato su 22 critiche.